# Риашуэлу (Риу-Гранди-ду-Норти)
Риашуэлу (порт. Riachuelo)  —  муниципалитет в Бразилии, входит в штат Риу-Гранди-ду-Норти. Составная часть мезорегиона Сельскохозяйственный район штата Риу-Гранди-ду-Норти. Входит в экономико-статистический  микрорегион Агрести-Потигуар. Население составляет 5719 человек на 2006 год. Занимает площадь 262,873 км². Плотность населения — 21,8 чел./км².

## Статистика
- Валовой внутренний продукт на 2003 год составляет 13 946 330,00 реалов (данные: Бразильский институт географии и статистики).
- Валовой внутренний продукт на душу населения на 2003 год составляет 2430,52 реалов (данные: Бразильский институт географии и статистики).
- Индекс развития человеческого потенциала на 2000 год составляет 0,656 (данные: Программа развития ООН).